# Les Drus
Pour les articles homonymes, voir Dru.
Les Drus constituent deux pics d'une montagne des Alpes de Haute-Savoie, situés dans le massif du Mont-Blanc.
Les Drus comprennent deux sommets assez individualisés :
- le Grand Dru (3 754 m, point culminant) ;
- le Petit Dru (3 730 m), qui domine le Montenvers, possédant une paroi granitique de 1 000 m de haut, l'une des parois les plus raides des Alpes (pente moyenne supérieure à 75°[2]).

## Toponymie
Les noms des montagnes font partie des couches les plus anciennes des toponymes. La plupart du temps ils sont d'origine celte ou indo-européenne. Selon le linguiste Xavier Delamarre, pour les Celtes, la totalité du monde était symboliquement représentée par un arbre. Dans la langue gauloise, le mot le plus courant pour désigner cet arbre est dru. Les druides étaient ceux qui avaient « la connaissance de l'arbre », (dru, « arbre ou chêne », et uides, « savoir »).

## Géographie

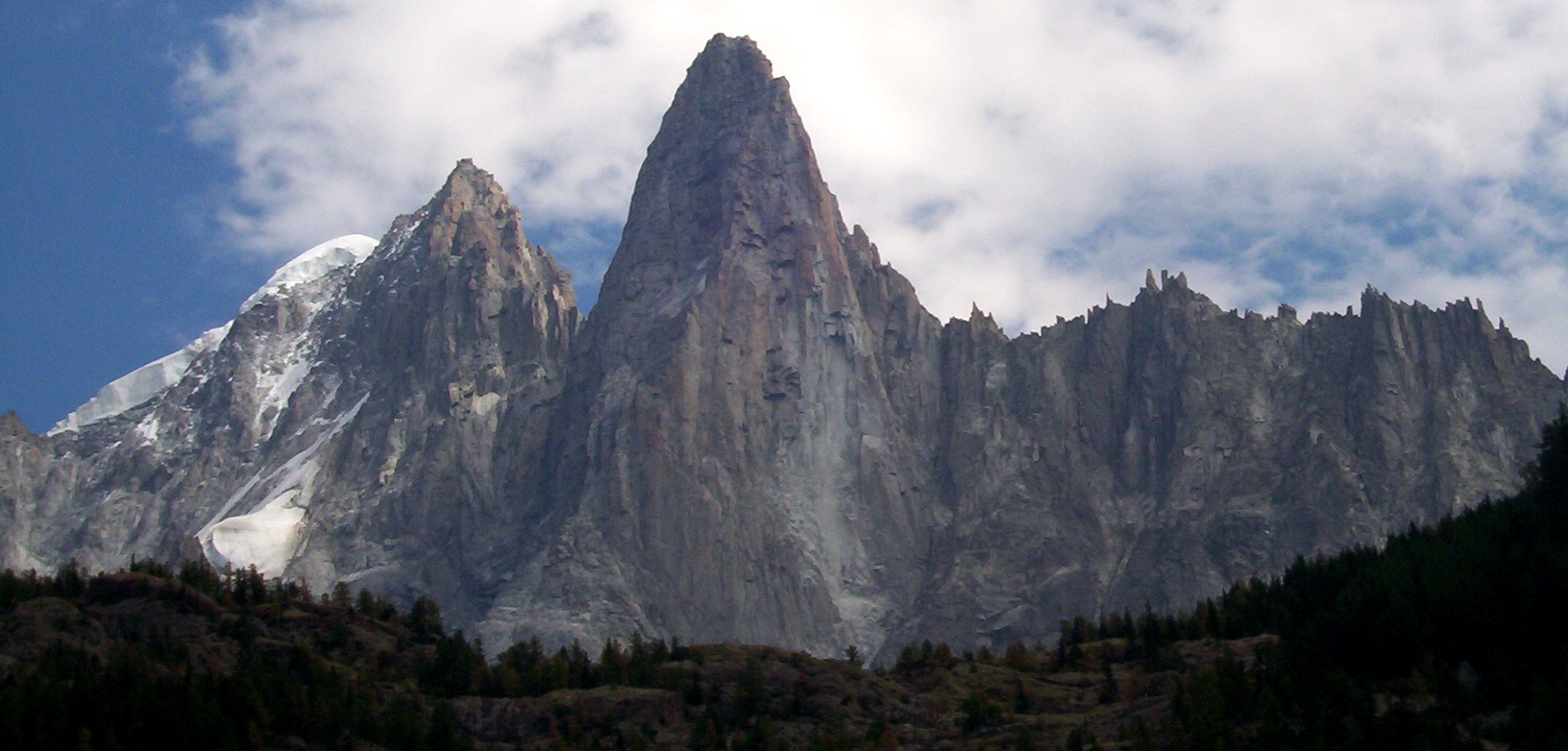
Vue panoramique de l'aiguille Verte (à gauche), des Drus (au centre) et de l'arête des Flammes de Pierre (à droite).

Les Drus se dressent sur l'arête ouest qui descend de l'aiguille Verte. Ils se prolongent par l'arête des Flammes de Pierre. Ils présentent une face nord caractérisée en leur centre par une niche occupée par un névé suspendu ainsi qu'une face sud-est. Leur face ouest, tout en granite, est particulièrement compacte, séparée de la face nord par l'arête nord-ouest qui, avec le pilier sud-ouest (aussi appelé pilier Bonatti), encadre la large face ouest des Drus.
Au sud, les Drus dominent le vallon et le glacier de la Charpoua et au nord le glacier des Drus.
Comme la plupart des sommets du massif du Mont-Blanc, les roches constituant les Drus sont formées d'une variété de granite appelée protogine.

## Histoire

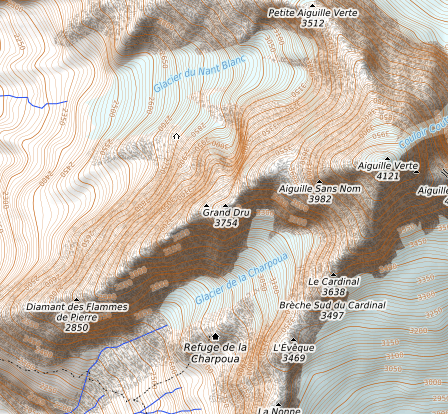
Carte topographique des Drus.

### Historique des ascensions
- 1878 : première ascension du Grand Dru par Clinton Thomas Dent (après pas moins de 18 tentatives en cinq ans), James Walker Hartley, Alexandre Burgener et K. Maurer, le 12 septembre. Ils utilisent une petite échelle pour franchir les passages problématiques.
- 1879 : première ascension du Petit Dru par Jean Charlet-Straton, Prosper Payot et Frédéric Folliguet, le 29 août.
- 1887 : François Simond, Émile Rey et Henri Dunod effectuent la première traversée du Grand au Petit Dru à l'aide de longues cordes maintenues du haut et en empruntant plutôt le versant Nord, le 31 août.
- 1913 : le 4 septembre, une caravane d'alpinistes tente de hisser sur le Petit Dru une statue métallique, reproduction de la Vierge de Lourdes, en aluminium creux, mesurant presque un mètre de haut et pesant treize kilos. Le temps exécrable les oblige à disposer la statue à quelque 3 000 mètres dans une anfractuosité du rocher. C'est seulement après la guerre, le 18 septembre 1919, que la statue est finalement hissée au sommet et scellée[5].
- 1935 : première ascension de la face nord par Pierre Allain et Raymond Leininger, le 1er août.
- 1938 : première traversée hivernale des Drus  par Armand Charlet et Camille Devouassoux, le 25 février.
- 1938 : première de la face sud-est du Grand Dru par Laurent Grivel avec M. et Mme A. Frova, le 16 août.
- 1952 : pilier sud du Grand Dru par André Contamine et Michel Bastien.
- 1961 : première hivernale du pilier Bonatti par Robert Guillaume et Antoine Vieille.
- 1964 : première hivernale de la face nord du Petit Dru par Georges Payot, Yvon Masino et Gérard Devouassoux.
- 1967 : directissime sur la face nord, en hiver, par Yannick Seigneur, Michel Feuillerade, Jean-Paul Paris et Claude Jager[6].
- 1969 : première solitaire de la face nord du Grand Dru par Joël Coqueugniot.
- 1971 : ascension solo de la voie directe Hemming-Robbins par Jean-Claude Droyer.
- 1974 : première ascension et première hivernale du couloir nord-est des Drus par Walter Cecchinel et Claude Jager, du 28 au 31 décembre.
- 1976 : première ascension hivernale de la face nord du col des Drus par Walter Cecchinel et D. Stolzenberg.

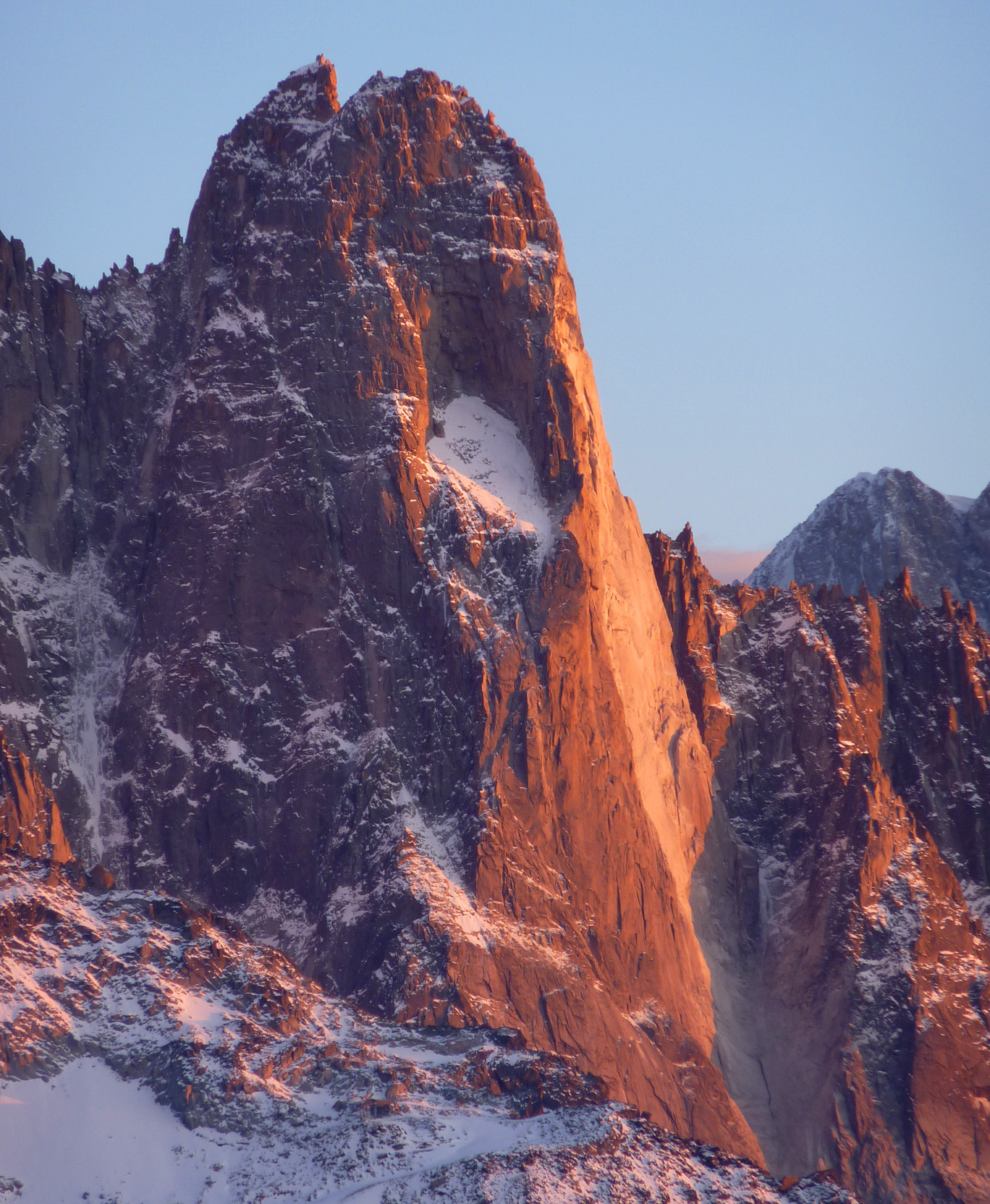
Face nord des Drus et sa « niche ».
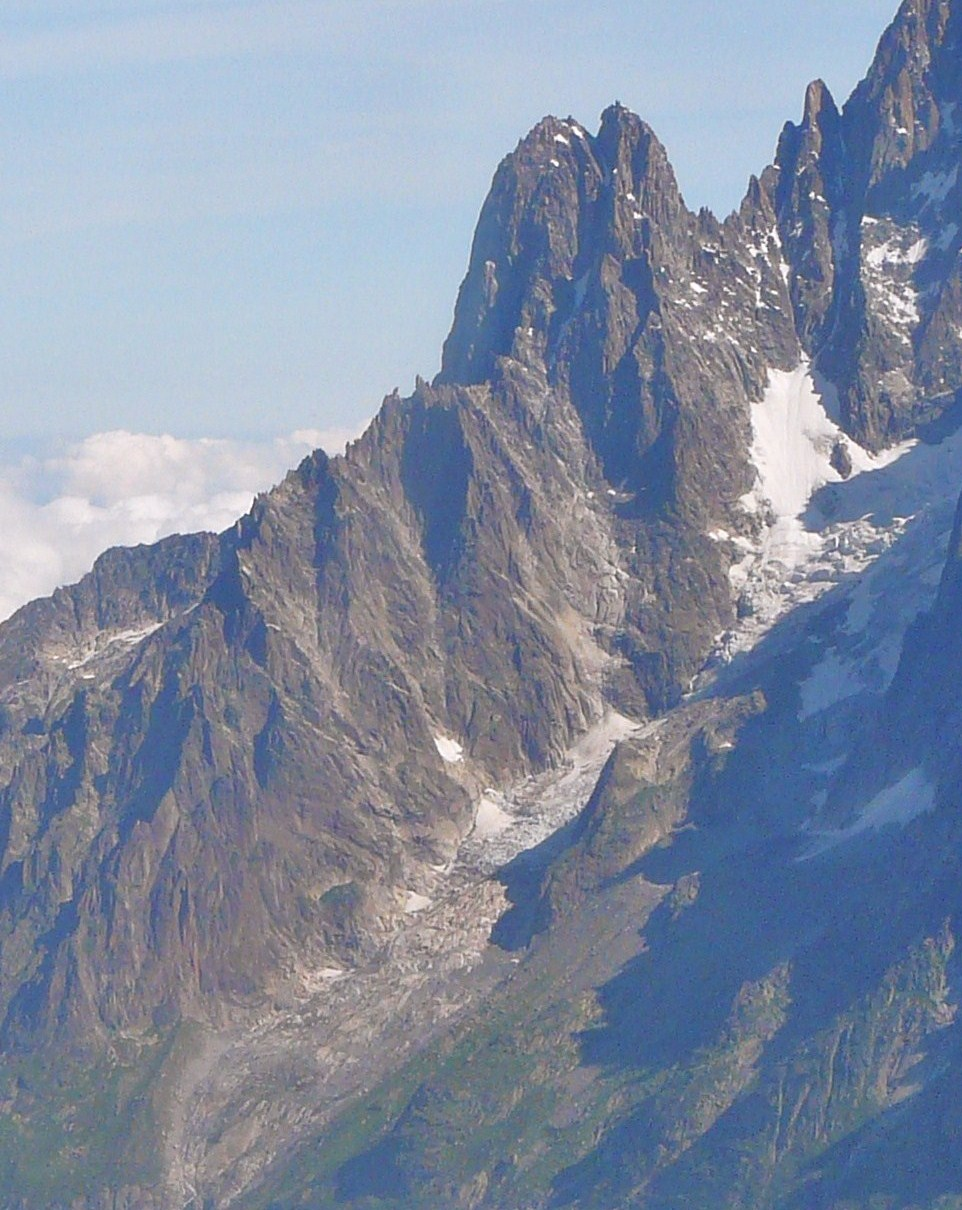
Le petit et le grand Dru versant Charpoua (Sud).
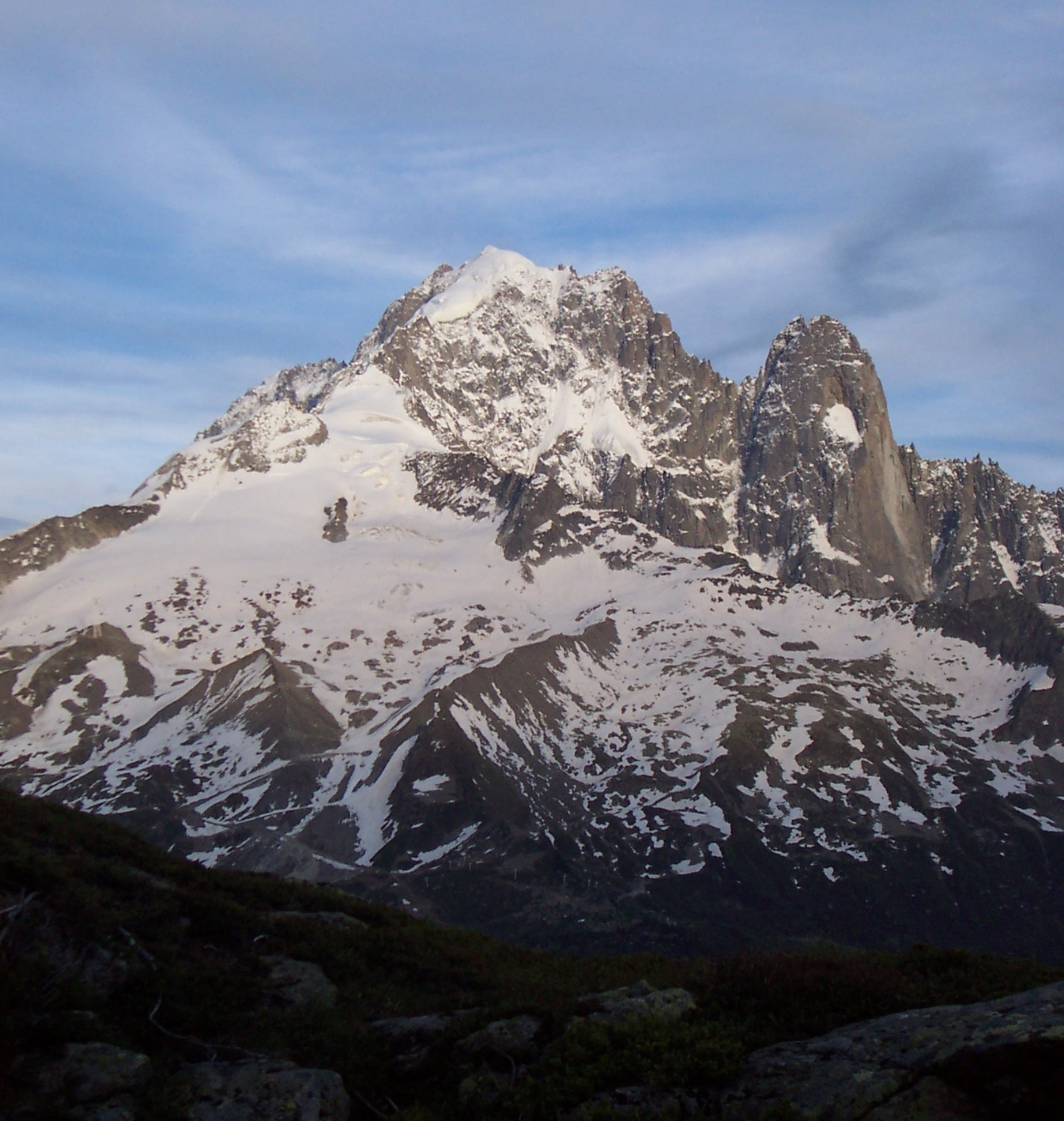
L'aiguille Verte versant Nant-Blanc (centre) et les Drus (à droite).
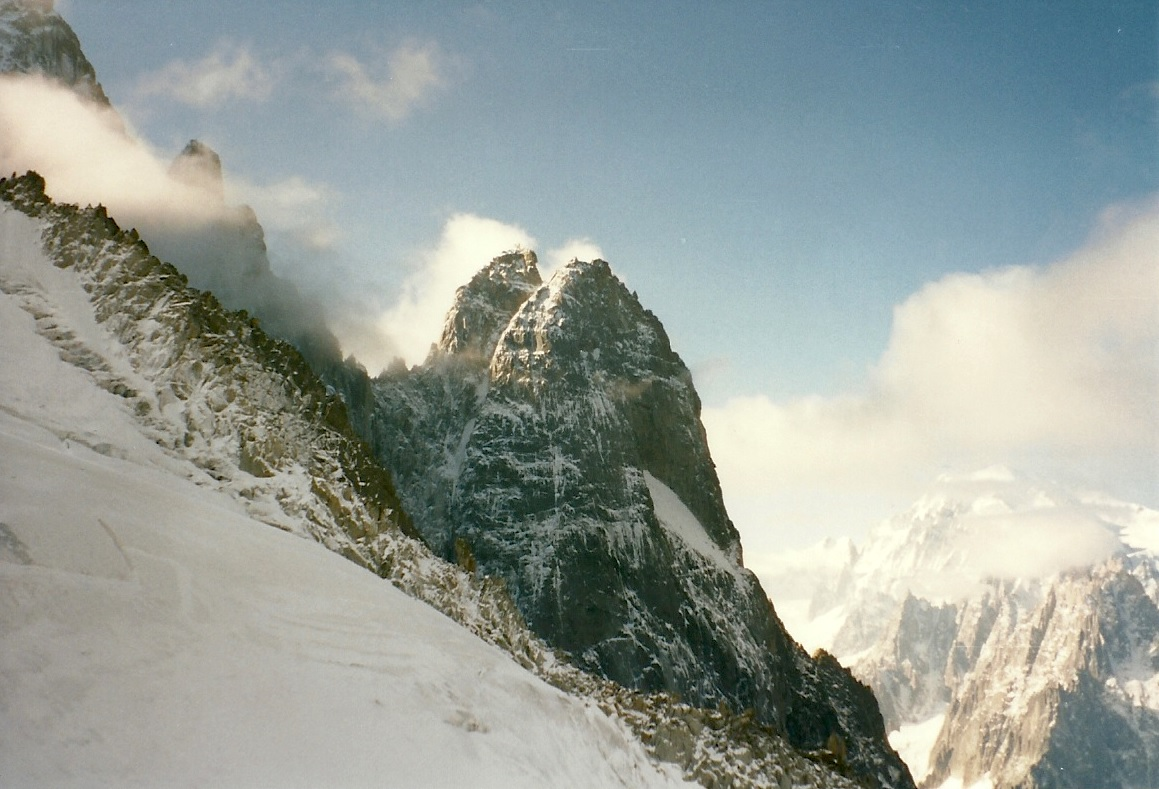
Les Drus, tels qu'ils apparaissent durant l'ascension de la petite aiguille Verte vers le milieu de l'été 2003 ; entre le petit et le grand Dru, le couloir nord des Drus.
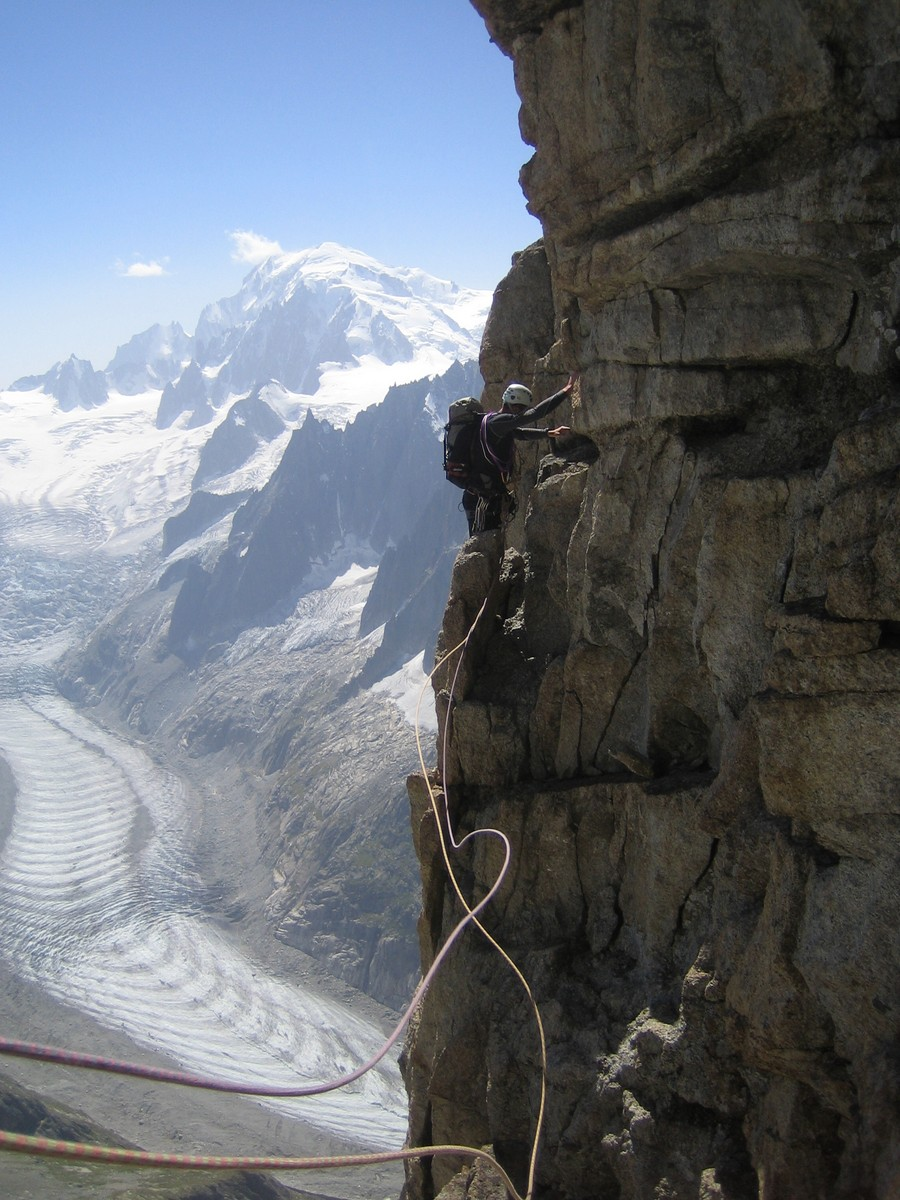
Traversée dans la voie Contamine en face Sud des Drus. Au second plan, la dent du Requin et en fond de tableau, le mont Blanc.

#### La face Ouest des Drus
Pierre Allain, lors de l'ascension de la face Nord des Drus, estima qu'il serait sans doute impossible de gravir un jour le versant Ouest. Pourtant, dès 1952, le défi est relevé par A. Dagory, Guido Magnone, Lucien Bérardini et M. Lainé, en deux assauts successifs (1er au 5 juillet puis 17 au 19 juillet 1952). Cette tentative exige l'emploi intensif des techniques de l'escalade artificielle. Dès lors, un nouvel épisode de l'histoire des Drus commence.
Du 17 au 22 août 1955, l’Italien Walter Bonatti escalade, seul, le pilier Sud-Ouest avec cinq bivouacs dans la face. Cette ascension est considérée comme un des plus grands exploits de l'histoire de l'alpinisme. En 2001 Jean-Christophe Lafaille ouvre une nouvelle voie en solitaire par la technique de l'escalade artificielle.
Sept ans après Walter Bonatti, Gary Hemming et Royal Robbins, deux grimpeurs venus des États-Unis, inaugurent une très importante variante menant directement de la base de la face au bloc coincé, dans la moitié supérieure, où elle rejoint la voie de 1952. Ouverte du 24 au 26 juillet 1962, cette voie est baptisée la directe américaine et devint par la suite une grande classique. Ce n’est pas le cas de l'autre directe, toujours américaine, tracée en plein centre de la face par le même Royal Robbins, accompagné cette fois de John Harlin (10 au 13 août 1965). Extrêmement difficile, tant dans le domaine de l'escalade artificielle que de l'escalade libre, cette directissime américaine fut relativement peu répétée.
L'alpiniste René Desmaison s'est tout particulièrement illustré dans l'histoire de la face Ouest des Drus :
- quatrième ascension de la voie originale, avec Jean Couzy (23-25 juillet 1955) ;
- première ascension hivernale, toujours avec Jean Couzy, du 10 au 14 mars 1957, une des premières grandes entreprises tentées en cette saison ;
- première ascension solitaire, enfin, les 28-29 juillet 1963, toujours par la voie classique.

Les années 1970, et surtout 1980, sont marquées par une autre approche : peu importe que le tracé de la voie ouverte soit justifié par des critères géométriques, les ouvreurs se préoccupent désormais et avant tout de la qualité intrinsèque de l'escalade inaugurée.
La plus étrange est sans conteste la voie « Thomas Gross ». L'alpiniste passe une cinquantaine de jours dans la face Ouest des Drus, en plusieurs fois, afin de forcer coûte que coûte le passage. On raconte qu'il emporta sa guitare avec lui afin de se distraire aux bivouacs. Son itinéraire remontait la partie droite de la face. Il l'ouvrit du 20 avril au 8 mai 1975, après l'avoir tenté en juin et septembre 1974 ainsi que du 10 au 20 mars 1975.
D'autres « lignes » viennent s'ajouter à celles-ci. Ainsi, les frères Rémy (suisses) s'adjugent-ils les « strapontins du paradis » (1980), et Nicolas Schenkel et B. Wietlisbach la « voie des Genevois » (1981). L'année suivante, une « directissime française » est tracée à droite de sa version américaine par des cordées de l'École militaire de haute montagne. Christophe Profit participe à cette entreprise avec Michel Bruel, Hervé Sachetat et Hubert Giot, ouvrant un itinéraire remarquable car à la fois direct et nouveau sur 600 des 1 000 mètres de dénivelé de la face (septembre 1982).
Michel Piola, auteur de plusieurs centaines de voies nouvelles dans les Alpes, et Pierre-Alain Steiner tracent en 1984 et 1986 une remarquable ligne dans la partie gauche de la face, baptisée « passage cardiaque ». Philippe Grenier et Pascal Camison ouvrent également une voie nommée « Absolu » du 25 au 27 juillet 1986, dans un cheminement voisin de la « Thomas Gross ».
En 1991, Catherine Destivelle entre dans l'histoire de l'alpinisme en traçant seule un itinéraire de haute difficulté et qui prit son nom, à droite de la voie Thomas Gross. Un peu plus tard, deux autres voies sont ouvertes par des solistes : Jean-Christophe Lafaille et Marc Batard.
Les éboulements ont effacé la plupart de ces itinéraires, à l'exception de ceux situés le plus à gauche de la paroi. Cela permet à terme une nouvelle génération de voies. Cependant, les alpinistes devront attendre plusieurs décennies avant que la roche ne se stabilise, même si certains audacieux comme Valery Babanov et Yuri Koshelenko se sont lancés quelques mois après l'éboulement de 1997 dans la zone critique pour tracer au plus vite une voie nouvelle et qui s'avéra éphémère (« Léna », début 1998).
À la suite de la seconde vague d'éboulements (2003-2005), une face à nouveau vierge de tout itinéraire s'offre aux ouvreurs. C'est ainsi que du 28 janvier au 4 février 2007, Martial Dumas (guide de Chamonix) et Jean-Yves Fredriksen (guide de haute-montagne français) ouvrent une nouvelle voie dans cette face compacte et verticale. Pendant les huit jours dans la paroi, ils ont dû faire tomber les cailloux en équilibre et recourir à des techniques d'escalade artificielle.
En février 2021, quatre grimpeurs du Groupe militaire de haute montagne ouvrent, en hivernale, une voie nommée BASE dont l'ascension est diffusée en direct pendant quatre jours sur YouTube.

### Éboulements

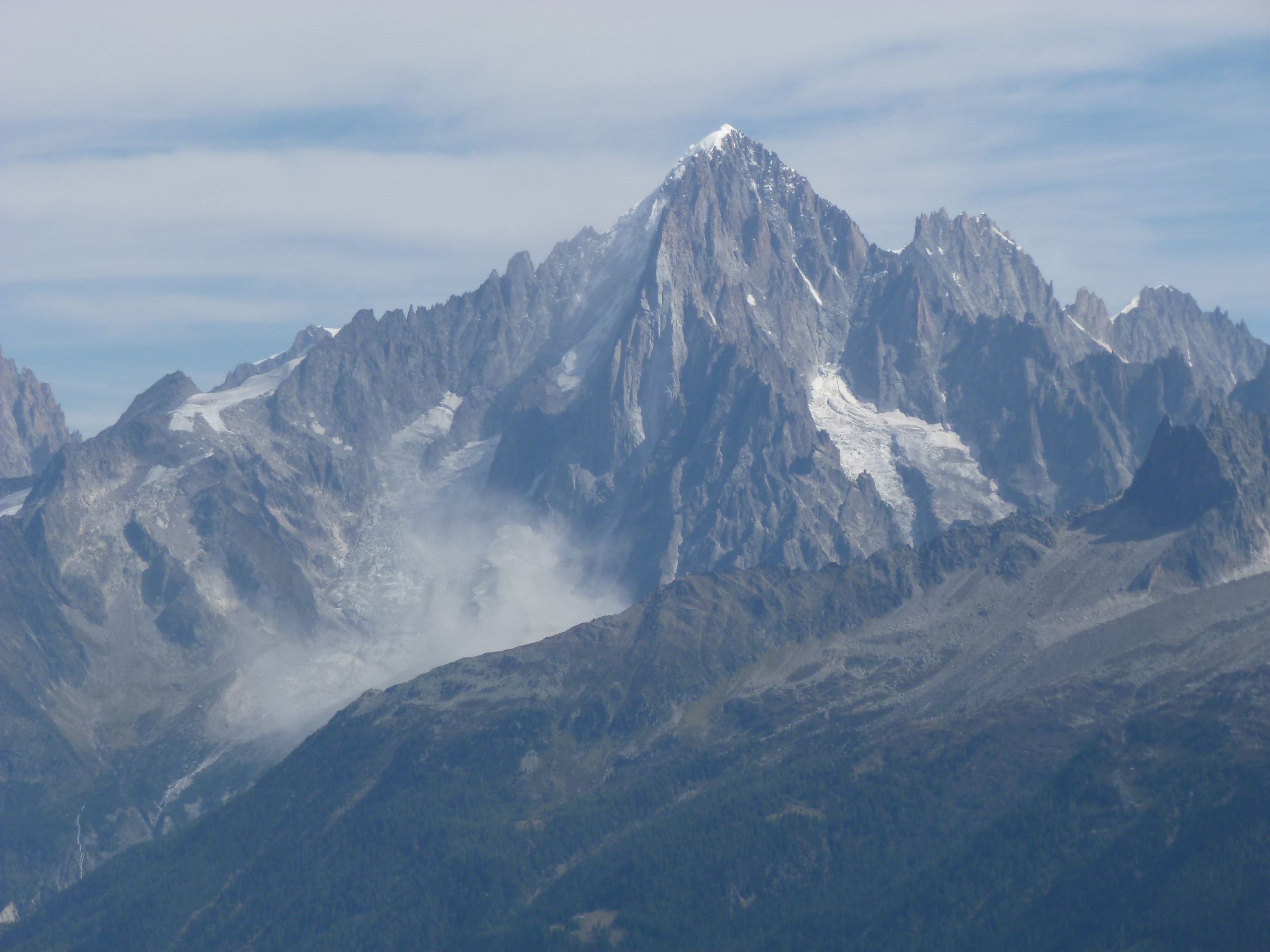
Éboulement aux Drus en septembre 2011

La face ouest des Drus forme une gigantesque face pyramidale haute de plus de mille mètres, qui est affectée par une intense érosion qui aboutit à de fréquents éboulements massifs : neuf au total entre 1905 et 2011, pour un volume supérieur à 400 000 m3 de roches éboulées. Cette érosion de la base vers le sommet commence probablement avec la fin du petit âge glaciaire, au XVIIIe siècle. Le pilier Bonatti, qui mesurait 500 m de haut, a ainsi disparu. L'éboulement de 2005 représente près des trois quarts du volume éboulé dans ce siècle et demi, les éboulements de 1950 et 1997 représentant moins de 30 000 m3 chacun.
Le premier éboulement de la période est provoqué par le tremblement de terre de Chamonix du 13 août 1905, d’une intensité macrosismique ressentie de VI sur l’échelle MSK. L'éboulement de 1950 intervient pendant la période d'étés très chauds de 1942 à 1943, le changement climatique pouvant être responsable de l'importance et de la fréquence des éboulements.
Récemment, il a connu d'importants éboulements en 1997, 2003, 2005 et 2011, dans lesquels là aussi le réchauffement a pu tenir un rôle important. Ceux-ci ont affecté considérablement la structure de la montagne et fait disparaître nombre d'itinéraires d'escalade historiques. Celui de 2005 est provoqué par la combinaison d'un été chaud accompagné de pluies abondantes, sur une paroi déjà fragilisée par l'été caniculaire de 2003. C'est le plus important de la période étudiée : 265 000 m3, les 29 et 30 juin (le volume annoncé tient compte de toutes les purges et écroulements qui ont suivi jusqu'à la fin septembre). Les roches éboulées recouvrent une surface de 90 à 95 000 m2, sur une épaisseur de 5 à 10 mètres, sur le glacier des Drus. Des éboulements moindres, mais néanmoins d'un volume total de 10 000  à   12 000 m3, surviennent les 10 et 11 septembre 2011, et aussi un de 60 000 m3 le 30 octobre 2011 .

## Accès
- Refuge de la Charpoua

## Dans la culture

### Littérature
Les Drus sont un lieu important du roman Premier de cordée, de Roger Frison-Roche.
Dans Meurtre au sommet de José Giovanni, l'action se déroule en grande partie aux Drus et à Chamonix, avec la présence de personnalités de l'époque.

### Cinéma et télévision
L'intrigue du téléfilm de Jacques Ertaud, Mort d'un guide, réalisé en 1974, se déroule en partie sur la face ouest des Drus.